# Kristian Ståhlgren
Kristian Anders Ståhlgren, född den 5 oktober 1971 i Stockholm, är en svensk skådespelare och sångare. Han har dubbat tecknad film och är sedan 2008 delägare i dubbningsbolaget Cineast Dub.  Han har även medverkat i uppsättningar på Dramaten och Stockholms stadsteater samt i fria grupper.

## Roller i dubbningar
- 1998 – Antz
- 1999 – Järnjätten
- 1999 – Toy Story 2
- 2000 – Buzz Lightyear, rymdjägare: Äventyret börjar
- 2000 – Titan A.E.
- 2000 – Josef: Drömmarnas Konung
- 2001 – Som hund och katt
- 2001 – Spy Kids
- 2002 – Spy Kids 2 – De förlorade drömmarnas ö
- 2003 – Looney Tunes: Back in Action
- 2003 – Sinbad: Legenden om de sju haven
- 2004 – Kogänget
- 2004 – Bionicle 2: Legenderna från Metru Nui - Nuju och Kongu
- 2005 – Herbie: Fulltankad
- 2005 – Robotar
- 2005 – Bionicle 3: Nät av skuggor - Nuju
- 2005 – Det surrar om Maggie
- 2006 – Bortspolad
- 2006 – Den fula ankungen och jag
- 2006 – Boog & Elliot – Vilda vänner
- 2006 – Natt på museet
- 2007 – Alvin och gänget
- 2007 – Mr. Magorium's Wonder Emporium
- 2007 – Råttatouille
- 2008 – Asterix på olympiaden
- 2008 – Horton
- 2008 – Kung Fu Panda
- 2008 – Madagaskar 2
- 2008 – Nim's Island
- 2008 – Space Chimps
- 2008 – Speed Racer
- 2008 – Star Wars: The Clone Wars
- 2008 – Wall-E
- 2009 – Natt på museet 2
- 2009 – Geronimo Stilton
- 2009 – Alvin och gänget 2
- 2011 – Smurfarna
- 2013 – Smurfarna 2
- 2014 – Natt på museet: Gravkammarens hemlighet
- 2014 – Resan till Fjäderkungens rike
- 2025 – Draktränaren

## Teater

### Roller (ej komplett)
| År   | Roll                | Produktion                                                                             | Regi             | Teater                 |
| ---- | ------------------- | -------------------------------------------------------------------------------------- | ---------------- | ---------------------- |
| 1997 | Vessla m.fl.        | Det susar i säven Kenneth Grahame                                                      | Allan Svensson   | Stockholms stadsteater |
| 1999 | Søren Norby         | Stockholmsblod Olov Svedelid och Kalle Sörnäs                                          | Peter Harryson   | Stockholms stadsteater |
| 1999 | Sömmerska Tix Mobbs | Nicholas Nickleby David Edgar                                                          | Georg Malvius    | Stockholms stadsteater |
| 2018 |                     | Sound of Music Richard Rodgers, Oscar Hammerstein II, Howard Lindsay och Russel Crouse | Kålle Gunnarsson | Intiman                |
| 2021 | Mr Warbucks         | Annie Thomas Meehan och Charles Strouse                                                | Kålle Gunnarsson | Intiman                |